# Дзыговка
Дзыго́вка (укр. Дзиґівка, пол. Dzygówka) — село на Украине, находится в Могилёв-Подольском районе Винницкой области.
Код КОАТУУ — 0525682201. Население по переписи 2001 года составляет 4132 человека. Почтовый индекс — 24531. Телефонный код — 236.
Занимает площадь 8,196 км².

## Религия
В селе действует Свято-Михайловский храм Ямпольского благочиния Могилёв-Подольской епархии Украинской православной церкви.

## Адрес местного совета
24531, Винницкая область, Ямпольский р-н, с. Дзыговка, ул. Ленина, 15

## Известные жители
Сердий Артемий Гаврилович (1902—1982) — профессор, директор Московского нефтяного института им. И. М. Губкина (1938—1939, 1947—1954).